# Van Deer
Van Deer (Eigenschreibweise in Versalien) ist eine österreichische Skimarke. Sie wurde 2021 vom Skirennläufer Marcel Hirscher gegründet. Die Firma produziert in Stuhlfelden bei Mittersill im Oberpinzgau.

## Firmengeschichte
2021 gründete Hirscher die Marke Van Deer und gab als Ziel an, vom Hersteller Augment in Stuhlfelden 1500 Ski produzieren zu lassen. Die hochpreisigen Sportgeräte gab es in 15 Modellen zu Preisen von 700 bis 1000 Euro. Der Markenname soll an einen niederländischen Personennamen erinnern, wobei „deer“ das englische Wort für Hirsch ist. Hirschers Mutter kommt aus Den Haag in den Niederlanden. Das Logo war ein Hirschkopf.
Der Skihersteller Augment war 2015 von vier Geschäftspartnern unter dem Namen Croq gegründet worden. Jeder konnte dort seine Ski bestellen, an sein Gewicht und seine Vorlieben angepasst; ein Service, den andere Skifirmen nur Topläufern anboten. 2017 wurden 3000 Paar hergestellt, 2018 bereits 6000. Im selben Jahr wurde Croq in Augment umgetauft, und mit Philipp Schörghofer und Gabriela Capová starteten die ersten Läufer im Alpinen Skiweltcup. Seit 2019 stellte Augment auch Sprungski her.
Im Jahr 2022 wurde die Zusammenarbeit mit Hirschers langjährigem Sponsor Red Bull vertieft. Hirschers Firma und Red Bull gründeten die Van Deer-Red Bull Sport Equipment GmbH, die Augment und dessen Produktionsstandort in Stuhlfelden übernahm. Die Marke Augment blieb bestehen und wurde eingegliedert. Das Logo wurde um einen roten Stier erweitert, weshalb es seither bei allen von der FIS veranstalteten Rennen überklebt werden muss, da es einer Richtlinie der FIS zuwiderläuft. Artikel 1.3 der entsprechenden Regularien besagt, dass eine Repräsentation eines Logos im Weltcup auf den Ski jenen Marken nicht gestattet ist, die sich typischerweise nicht mit der Herstellung von Ski-Utensilien beschäftigen und Equipment rein zu Werbezwecken produzieren.
Van-Deer-Ski werden auch in Fürnitz bei der Firma Antero in der ehemaligen Elan-Skifabrik produziert.
2023 ging die Firma unter dem Namen Van Deer Racing an den Start, das Logo wurde geändert. Der rote Stier wich dem Schriftzug „Racing“, der optisch jedoch immer noch an einen Stier erinnert, weshalb das Logo weiterhin abgeklebt werden muss. Für die Saison wurden verstärkt nordische Skispringer und Kombinierer ausgerüstet.

## Erfolge
Im Alpinen Skiweltcup werden die Ski seit der Saison 2022/23 von einigen Läufern verwendet. Der zum Zeitpunkt des Wechsels bis dahin erfolgreichste ist der Norweger Henrik Kristoffersen. Dieser gewann mit dem Van-Deer-Ski bereits in der ersten Saison zwei Weltcupslaloms und wurde bei den Alpinen Skiweltmeisterschaften 2023 in Courchevel Weltmeister im Slalom. Zwei weitere Medaillen auf Van-Deer-Ski wurden bei derselben WM durch den Norweger Timon Haugan gewonnen (Silber im Teambewerb, Bronze im Parallelrennen der Herren). Auch im Skisprung-Weltcup findet die Skimarke durch einige Athleten Verwendung, als erfolgreichstem Sportler gelangen Andreas Wellinger im Winter 2022/23 zwei Weltcupsiege und zwei Medaillen bei den Nordischen Skiweltmeisterschaften 2023 in Planica (Silber auf der Normalschanze, Gold im Mixed-Team-Bewerb).